# Camigliano
Camigliano là một commune (municipality) thuộc tỉnh Caserta trong vùng Campania của Ý, có vị trí cách khoảng 40 km về phía bắc của Napoli và khoảng 15 km về phía tây bắc của Caserta. Tại thời điểm ngày 31 tháng 12 năm 2004, đô thị này có dân số 1.808 người và diện tích là 6,1 km².
Đô thị Camigliano có các frazione (đơn vị cấp dưới) Leporano.
Camigliano giáp các đô thị: Bellona, Formicola, Giano Vetusto, Pastorano, Pontelatone, Vitulazio.
Giuseppe DiBernardo is the sindaco and Vincenzo Cenname is vice sindaco.